# Akira Suzuki
Akira Suzuki (jap. 鈴木章 Suzuki Akira; ur. 12 września 1930 w Mukawa na Hokkaido) – japoński chemik. Razem z Richardem F. Heckiem i Eiichi Negishim uhonorowany Nagrodą Nobla w dziedzinie chemii w 2010 roku. Na jego cześć nazwano reakcję Suzuki.

## Życiorys
Studiował chemię na Uniwersytecie Hokkaido w Sapporo, studia ukończył w 1959 roku. Po uzyskaniu tytułu doktora podjął pracę na uczelni. Od 1963 do 1965 odbywał staż podoktorski w laboratorium Herberta C. Browna na Purdue University. Po powrocie na macierzystą uczelnię otrzymał tytuł profesora. Od 1994 do 1995 wykładał na Uniwersytecie Okayama, od 1995 do 2002 na Uniwersytecie Kurashiki. Miał gościnne wykłady na Uniwersytecie Walijskim (1988) i Purdue University (2001).

## Dorobek naukowy
Zajmuje się chemią organiczną, głównie związkami boroorganicznymi. Wspólnie z Brownem zajmował się reakcją hydroborowania i rodnikami organicznymi. Opisał reakcję, określaną obecnie w piśmiennictwie jako reakcja Suzuki albo reakcja Suzuki-Miyaury.

## Nagrody i wyróżnienia
- Weissberger-Williams Lectureship Award (1986)
- Testimonial from the Korean Chemical Society (1987)
- Chemical Society of Japan Award (1989)
- DowElanco Lectureship Award (1995)
- H. C. Brown Lecturer Award (2000)
- Distinguished Lecturer Award, Queen’s University (2001)
- Członek honorowy Argentyńskiego Towarzystwa Chemii Organicznej (2001)
- Nagroda specjalna Japońskiego Stowarzyszenia Chemii z Zakresu Syntez Organicznych (2003)
- Nagroda Akademii Japońskiej (2004)
- Nagroda Nobla w dziedzinie chemii (2010)